# Чептурени (Мехединци)
Чептурени (рум. Ceptureni) насеље је у Румунији у округу Мехединци у општини Поноареле. Oпштина се налази на надморској висини од 458 m.

## Становништво
Према подацима из 2002. године у насељу је живело 172 становника, од којих су сви румунске националности.